# Dictionary of Irish Biography
Le Dictionary of Irish Biography (DIB) est un dictionnaire biographique d'irlandais célèbres. Que ces personnes soit nées en Irlande, en Irlande du Nord comme en république d'Irlande au sud, ou bien des personnes nées à l’étranger ayant eu des carrières remarquables en Irlande.
Il est publié en neuf volumes en 2009 par Cambridge University Press, en collaboration avec la Royal Irish Academy et contient environ 9 000 entrées. Une version en ligne est disponible sur abonnement et de nouvelles entrées y sont ajoutées régulièrement.